# Weintrauboa insularis
Weintrauboa insularis is een spinnensoort in de taxonomische indeling van de Pimoidae.
Het dier behoort tot het geslacht Weintrauboa. De wetenschappelijke naam van de soort werd voor het eerst geldig gepubliceerd in 1935 door Saito.